# Speaking of Animals Down in a Pet Shop
Down in a Pet Shop (ou Speaking of Animals Down in a Pet Shop) est un court métrage d'animation américain réalisé par Tex Avery en 1941.